# Eugenia principium
Eugenia principium är en myrtenväxtart som beskrevs av Mcvaugh. Eugenia principium ingår i släktet Eugenia och familjen myrtenväxter. Inga underarter finns listade i Catalogue of Life.